# Exalloniscus cortii
Exalloniscus cortii là một loài chân đều trong họ Oniscidae. Loài này được Arcangeli miêu tả khoa học năm 1927.